# IC 605
IC 605 је спирална галаксија у сазвјежђу Секстант која се налази на листи објеката дубоког неба у Индекс каталогу.
Деклинација објекта је + 1° 11' 56" а ректасцензија 10h 22m 24,1s. Привидна величина (магнитуда) објекта IC 605 износи 13,8 а фотографска магнитуда 14,6. IC 605 је још познат и под ознакама UGC 5606, MCG 0-27-3, CGCG 9-10, KARA 410, IRAS 10197+0127, PGC 30363.